# JCP Executive Committee
JCP Executive Committee (EC) は、Java Community Process (JCP) の中にいる、Java技術の進化を左右するメンバーのグループである。ECは主要なステークホルダー達と、Javaコミュニティの横断面の両方を表す。ECは投票権を議席を加えた16人のJCPメンバーから構成される。ECの議席はProcess Management Office (PMO) のメンバーである。16人の投票するメンバーはJCPのメンバーから選ばれる。
ECは、JCPの重要な段階を通り仕様の通過を認可することと、仕様とそれらの関連したテストスイートの間に生じた矛盾を調和させることに対して責任がある。元々は2つのECが存在した。SE/EE ECが、（Java SEとJava EE仕様に対する責任を持ち）デスクトップ/サーバ空間用のJava技術を監視していた。そしてME ECが、（Java ME仕様に対する責任を持ち）消費者/組み込み空間用のJava技術を監視していた。
2つのECは、JSR 355の可決を持って2012年の8月に統合された。現在のメンバーは、オラクル、IBM、HP、富士通、そしてレッドハットのような、巨大なJavaベンダーから構成されている。ゴールドマン・サックス、クレディ・スイスそしてTOTVSを含む、「エンドユーザー」会社の代表も参加している。SouJavaおよびLondon Java Communityといった2つのJavaユーザーグループも席を持っている。Eclipse Foundationもそうである。

## 責任
各Executive Committeeは以下のことが予期されている :
- JCP内で開発するためのJava Specification Requests (JSR) を選択すること。
- 公開レビューのためにドラフト仕様を承認すること。
- 完成された仕様や、関連するリファレンス実装 (RI) およびTechnology Compatibility Kit (TCK) に最後の承認を与えること。
- 初期の段階でTCKテストの異議の控訴を決定すること。
- メンテナンス改訂をレビューしたり、可能な限りいくつかを新規のJSRで実行するために要求すること。
- メンバー間におけるメンテナンス業務の移転を承認すること。
- PMOへのガイダンスを提供すること。

## 参考資料
- JCP Executive Committee information at the Java Community Process web site.
- JCP 2 Process Document, Appendix A: Executive Committee Policies and Procedures.